# Spiraea affinis
Spiraea affinis är en rosväxtart som beskrevs av R.N.Parker. Spiraea affinis ingår i släktet spireor, och familjen rosväxter. Inga underarter finns listade i Catalogue of Life.